# Dopisnik
Dopisnik je novinar koji je ili stalno zaposlen ili samostalni djelatnik. Radi za tiskane medije, radio, televiziju, novinske agencije ili online medije trajno ili za određeno razdoblje. Postoje dopisnici u zemlji ili u inozemstvu. Mogu imati svoj vlastiti ured i osoblje.
U idealnom slučaju, govore jezik zemlje iz koje izvješćuju i upoznati su s kulturom i političkom situacijom. 